# 司怪三
司怪三（猎户座χ2）是一颗位于猎户座的B型超巨星（一说为特超巨星）。它的视星等约为4.646。该星非常沉重而且明亮，距离远至5000光年因此只是一个5等星。实际上该星要比太阳重42倍，总亮度超过太阳的40万倍。该星的大小为0.3天文单位，大约相当于太阳的60-65倍。数百万年后该星即将爆发为一个超新星。